# Josyp Fałes
Josyp Heorhijowycz Fałes (ukr. Йосип Георгійович Фалес, ros. Иосиф Георгиевич Фалес, Iosif Gieorgijewicz Fales; ur. 12 czerwca 1938 w Swalawie, Węgry, zm. 17 października 2022) – ukraiński piłkarz, grający na pozycji obrońcy, trener piłkarski.

## Kariera piłkarska

### Kariera klubowa
Wychowanek klubu Awanhard Swalawa, w którym rozpoczął karierę piłkarską. Potem występował w lwowskich i leningradzkich Trudowych Rezerwach. Od 1961 w Silmaszu Lwów. Kiedy na bazie tej drużyny w 1963 powstał klub Karpaty Lwów został razem z Ihorem Kulczyckim zaproszony do jego składu. W 1967 zakończył karierę piłkarską w Naftowyku Drohobycz.

## Kariera trenerska
Po zakończeniu kariery piłkarskiej rozpoczął pracę trenerską. Jeszcze będąc piłkarzem Naftowyka Drohobycz pełnił również funkcję trenerskie. W latach 1969–1974 trenował wojskową reprezentację Centralnej Grupy Wojsk Układu Warszawskiego, która bazowała się w Czechosłowacji. W latach 1981–1986 pracował na stanowisku konsultanta reprezentacji Algierii. Potem prowadził SKA Karpaty Lwów. W latach 1995–1997 pracował na stanowisku asystenta trenera, a potem konsultanta w FK Lwów. Od 1976 jest trenerem wykładowcą w Lwowskim Instytucie Kultury Fizycznej. Obecnie zajmuje stanowisko kierownika katedry piłki nożnej w Państwowym Uniwersytecie Kultury Fizycznej we Lwowie.

## Sukcesy i odznaczenia
- kandydat nauk pedagogicznych.
- docent.